# Maison de bois (impasse de la Boucherie, Marcigny)
La maison de bois est une maison située impasse de la Boucherie à Marcigny, dans le département de Saône-et-Loire.

## Protection
La maison fait l’objet d’un classement au titre des monuments historiques depuis le 17 avril 1931. 